# Библиографски индекс
Библиографски индекс је библиографија намењена за помоћ у проналажењу публикација. Цитати су обично излистани по аутору и теми у одвојеном одељку или једној алфабетној секвенци по систему из контролног вокабулара - развијен временом помоћу индексног сервиса. Индекси овакве врсте су издавани у штампаној периодици (месечно, квартално и кумулативно годишње), онлајн или обоје. Од 1970-их се углавном генеришу из библиографске базе података, раније је то махом било из картотека.
„За већину индекс је синоним са каталогом, принципи анализе су идентични али индексни унос само лоцира субјекат а каталошки унос садржи опис документа траженог субјекта.”
Индекс може помоћи у претрази литературе на пример академском пољу или дисцилини, спцифични књижевни радови или објављени у специфичном формату или анализу садржаја серијске публикације (New York Times Index).